# District de Lâm Hà
Lâm Hà est un district rural de la province de Lâm Đồng dans la région des hauts plateaux des montagnes centrales du Viêt Nam.

## Géographie
Le district a une superficie de 979 km2.